# Kurt McKinney
Kurt McKinney, né le 15 février 1962 à New York, est un acteur et sportif américain.
Il est surtout connu pour son rôle du jeune disciple de Bruce Lee dans Le Tigre rouge de Corey Yuen, sorti  en 1986.
En 2023 il a tourné The Last Kumite avec Cynthia Rothrock, Matthias Hues et Billy Blanks.